# Надь, Анталь (1956)
Анта́ль На́дь (венг. Nagy Antal; род. 17 октября 1956, Надьхалас, Сабольч-Сатмар-Берег) — венгерский футболист, играл на позиции защитника, участник чемпионата мира 1986 года.

## Биография

### Клубная карьера
Надь начинал профессиональную карьеру в клубе «Сегед», в котором отыграл один сезон. В 1976 году Надь стал игроком «Гонведа», за который отыграл десять сезонов. Всего в составе «Гонведа» он сыграл 279 матчей и забил 40 мячей, выиграв четыре чемпионских титула и Кубок Венгрии 1985 года.
В 1986 году перешёл во французский «Нанси», в котором отыграл один сезон. По окончании сезона, Надь перешёл в швейцарский «Ивердон-Спорт», в котором отыграл три сезона.
Завершил карьеру игрока в клубе «Баги», команде второго венгерского дивизиона.

### Карьера в сборной
В составе сборной Венгрии принимал участие на чемпионате мира 1986 года, где сыграл в трёх матчах на групповом этапе. Всего за сборную Венгрии сыграл 32 матча и забил 5 голов.

## Достижения
«Гонвед»
- Чемпион Венгрии (4) : 1979/80, 1983/84, 1984/85, 1985/86
- Обладатель Кубка Венгрии (1) : 1984/85